# اووپ‌هراد
اووپ‌هراد (به سوئدی: Upphärad) یک منطقهٔ مسکونی در سوئد است که در بخش ترولهتتان شهرستان وسترا یوتلاند واقع شده‌است. اووپ‌هراد ۰٫۵۹ کیلومتر مربع مساحت و ۵۸۸ نفر جمعیت دارد.